# Liste der Einträge im National Register of Historic Places im Mason County (Texas)
Die Liste der Registered Historic Places im Mason County führt alle Bauwerke und historischen Stätten im texanischen Mason County auf, die in das National Register of Historic Places aufgenommen wurden.

## Aktuelle Einträge
| Lfd. Nr. | Name im NRHP                              | Bild | Datum der Eintragung | Adresse/Lage                                            | Ort   | NRHP-ID  | Beschreibung |
| -------- | ----------------------------------------- | ---- | -------------------- | ------------------------------------------------------- | ----- | -------- | ------------ |
| 1        | Heinrich and Fredericka Hasse House       |      | 14. März 1990        | TX 29, W of Art                                         | Art   | 90000336 |              |
| 2        | Mason Historic District                   |      | 17. Sep. 1974        | Irregular pattern along both sides of U.S. 87 and TX 29 | Mason | 74002086 |              |
| 3        | Reynolds-Seaquist House                   |      | 20. Nov. 1974        | 400 Broad St.                                           | Mason | 74002087 |              |
| 4        | State Highway 9 Bridge at the Llano River |      | 10. Okt. 1996        | US 87, 10 mi. S of TX 29                                | Mason | 96001128 |              |